# Grandi città termali d'Europa
Le Grandi città termali d'Europa (in inglese: The Great Spa Towns of Europe) è un patrimonio dell'umanità formato da un gruppo inseparabile di undici città termali rappresentative di questo fenomeno culturale e sociale sviluppatosi a partire dall'Illuminismo fino al XX secolo.

## Origine
La Regione di Karlovy Vary in Cechia è all'origine del progetto iniziale del 2006 di candidare le tre stazioni termali della Boemia occidentale, Karlovy Vary, Mariánské Lázně e Františkovy Lázně a patrimoni mondiali dell'umanità.
Successivamente, un'analisi comparata di svariati siti termali europei realizzata da una commissione consultiva di esperti internazionali, riuniti sotto l'egida dell'Istituto nazionale del patrimonio della Cechia, ha portato nel 2011 alla scelta di stazioni termali suscettibili di essere integrate nella lista iniziale, che, da nazionale, divenne multinazionale, con il titolo di "Significant European Spa Towns of the 19th Century": alle tre città precedenti si aggiunsero Luhačovice, Baden-Baden, Spa (Belgio), Vichy, Bath e Montecatini Terme.
Furono quindi aggiunte Bad Ischl, Baden bei Wien, Bad Kissingen, Bad Ems, Bad Homburg vor der Höhe, Wiesbaden e Bad Pyrmont, e il nome del progetto fu modificato in "Great Spas of Europe" (grandi città d'acqua d'Europa). Un gruppo di lavoro internazionale, coordinato da una cabina di regia diretta da un rappresentante del ministro della Cultura della Cechia, elaborò la documentazione destinata ad accompagnare la candidatura, presentata individualmente da ciascuno Stato coinvolto.

## Lista delle città
- Baden ( Austria)
- Spa ( Belgio)
- Karlovy Vary ( Rep. Ceca)
- Františkovy Lázně ( Rep. Ceca)
- Mariánské Lázně ( Rep. Ceca)
- Vichy ( Francia)
- Bad Ems ( Germania)
- Bad Kissingen ( Germania)
- Baden-Baden ( Germania)
- Montecatini Terme ( Italia)
- Bath ( Regno Unito)

## Galleria d'immagini

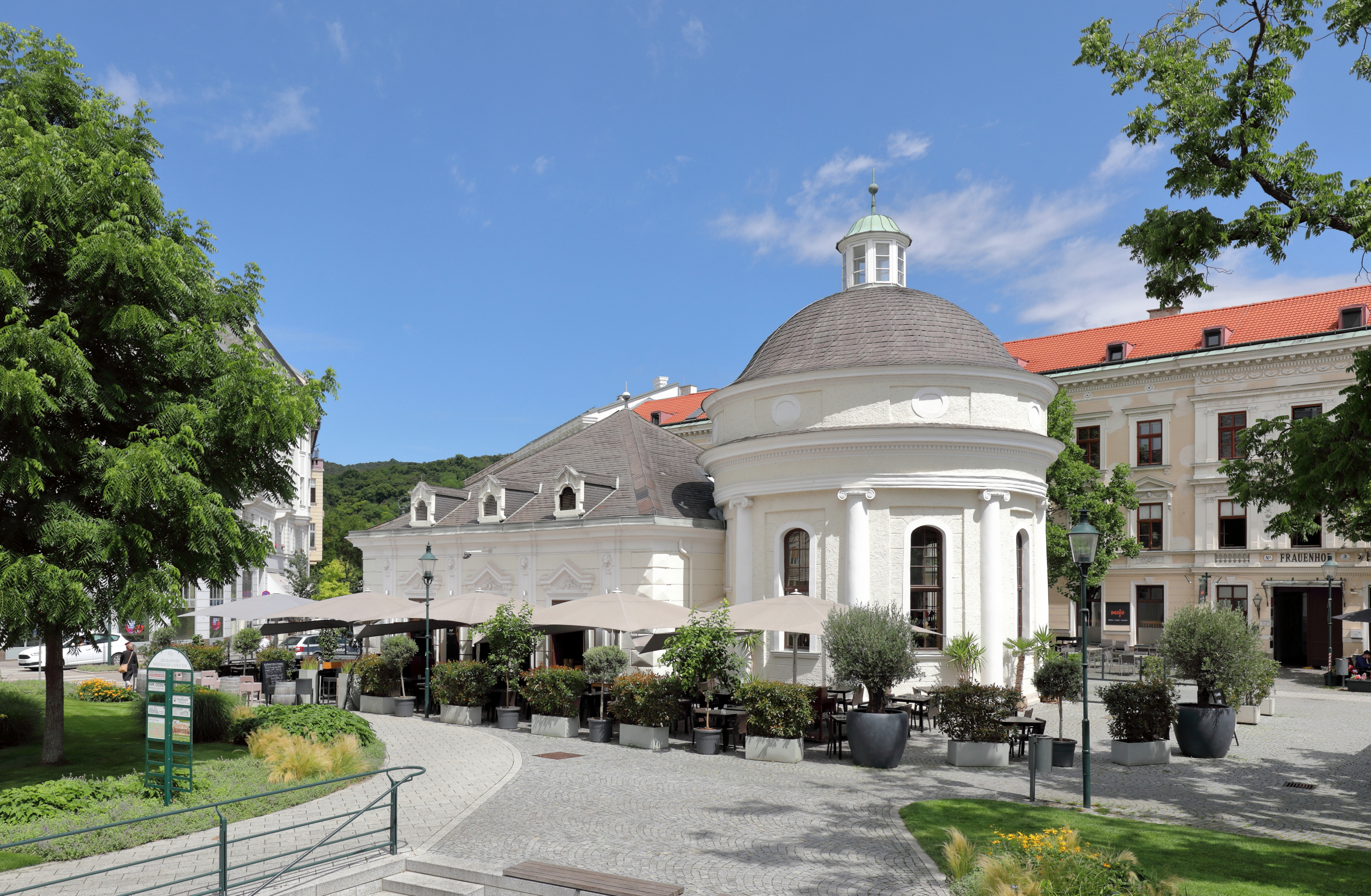
Baden bei Wien
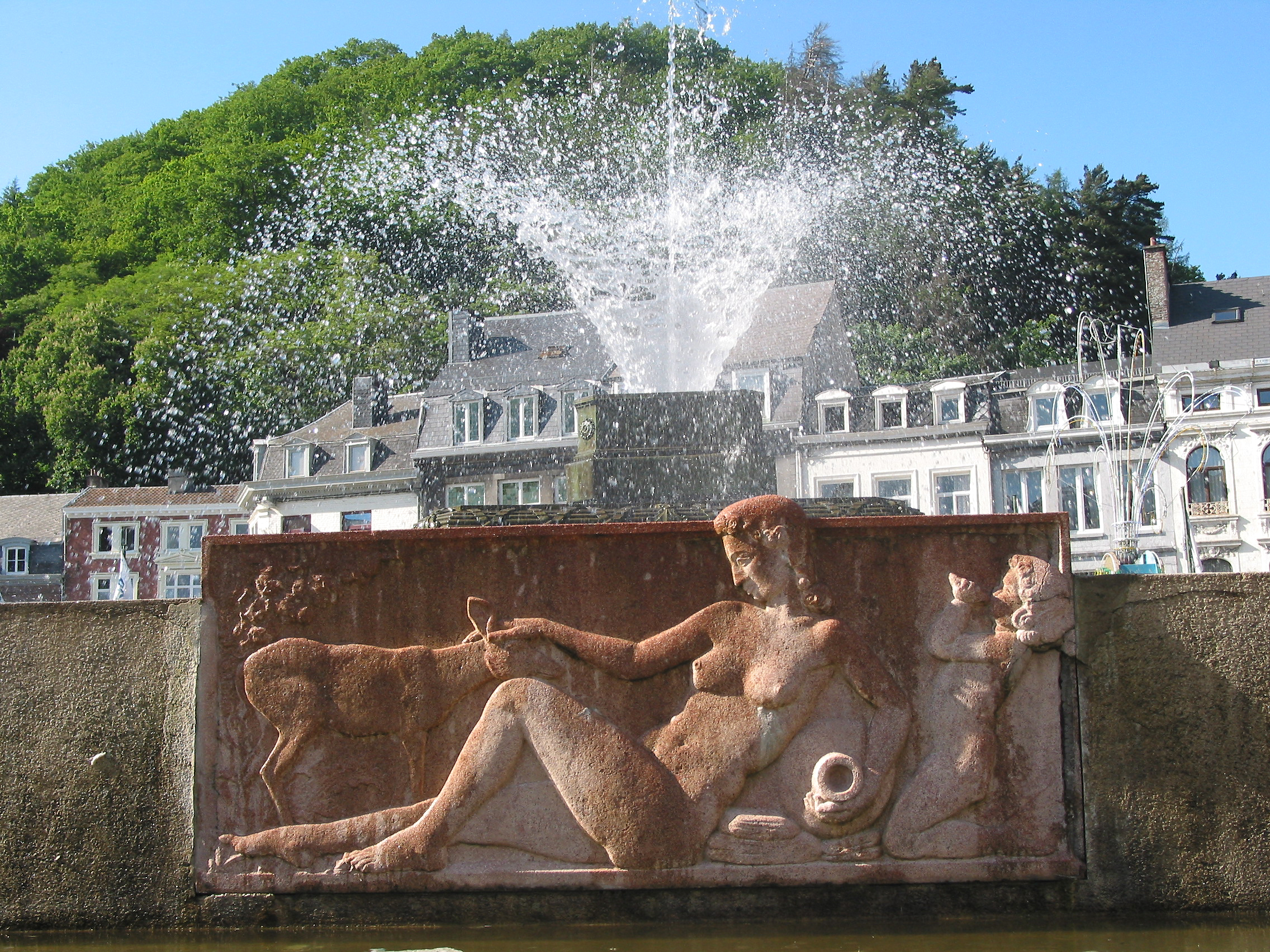
Spa
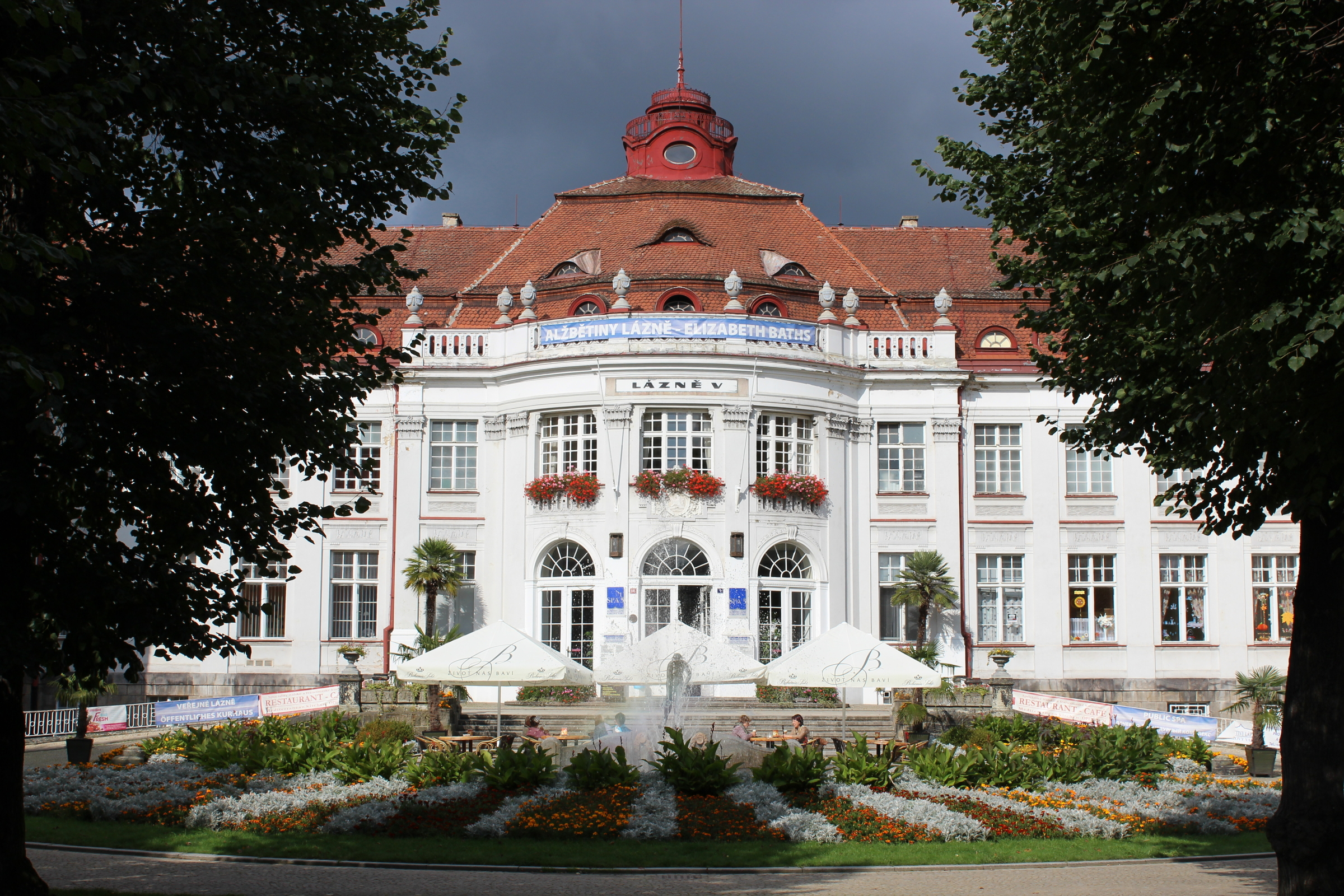
Karlovy Vary
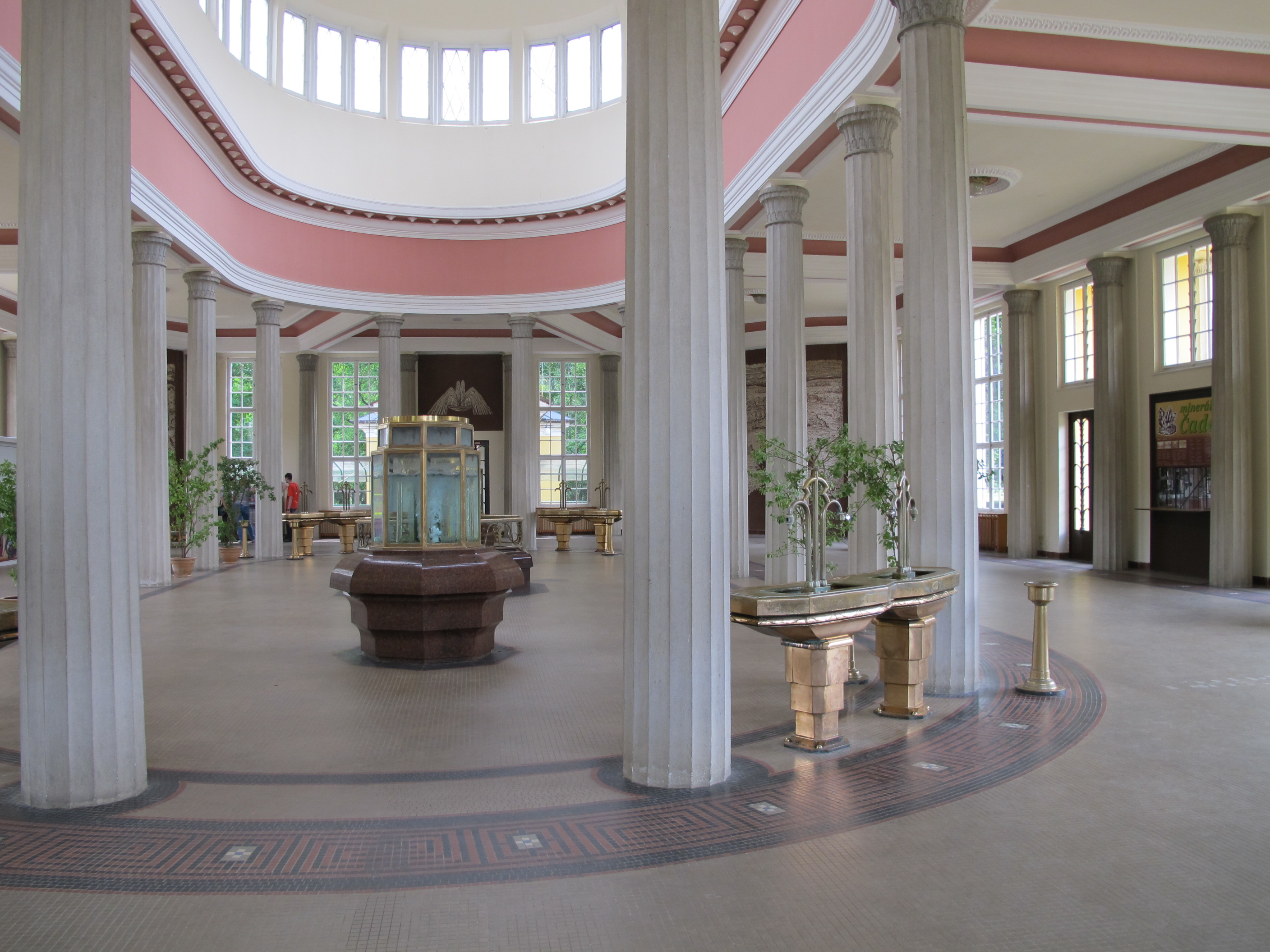
Františkovy Lázně
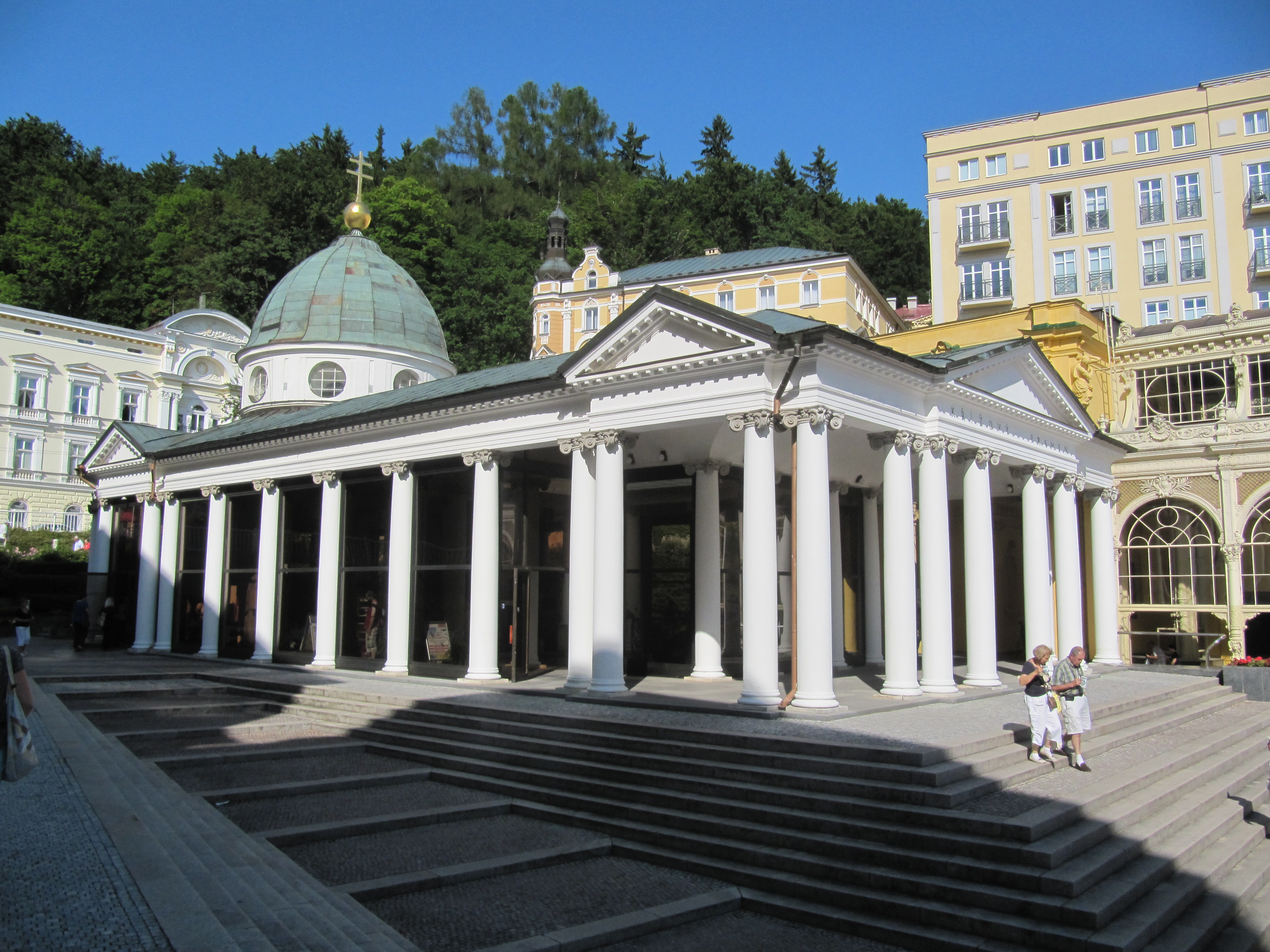
Mariánské Lázně
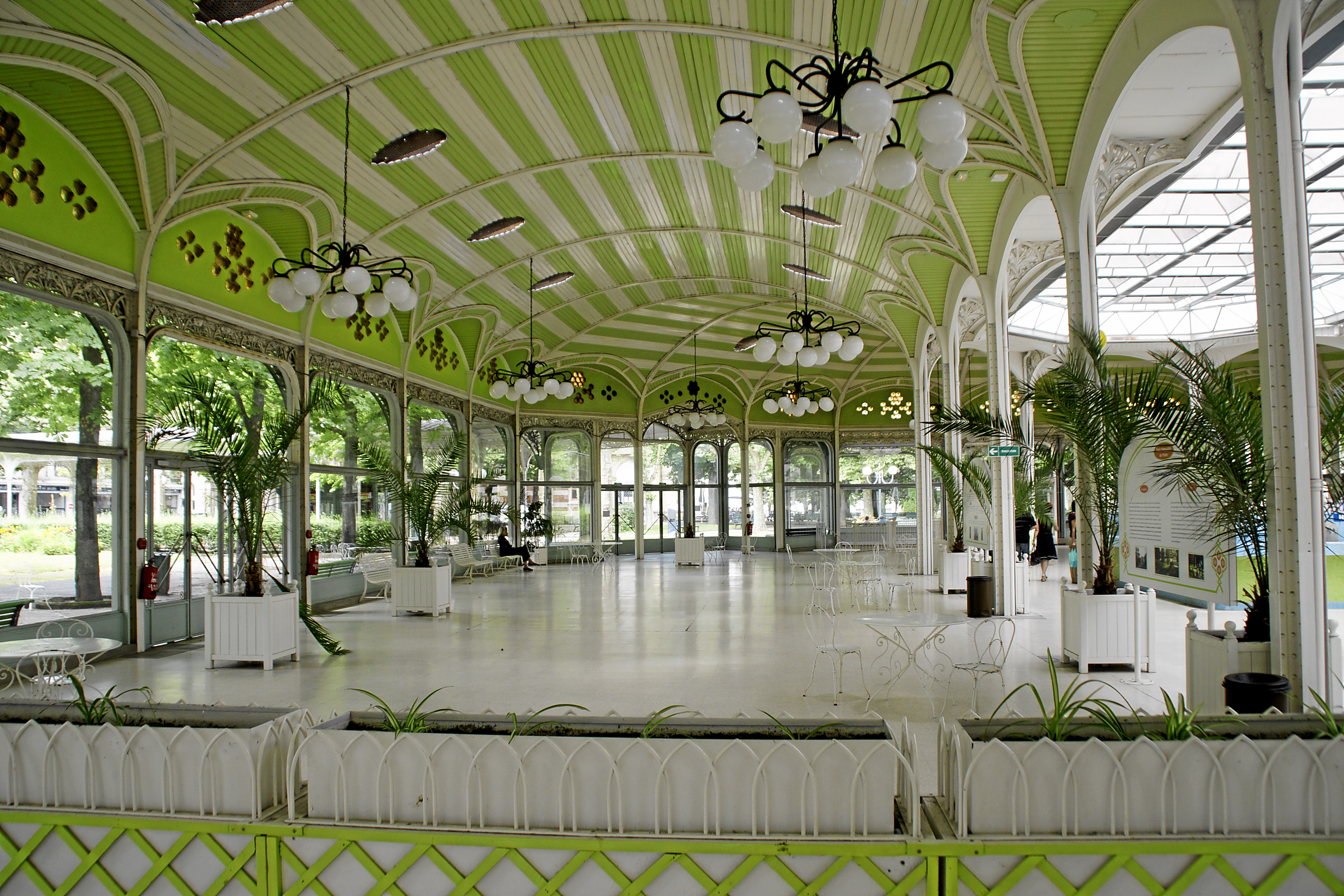
Vichy
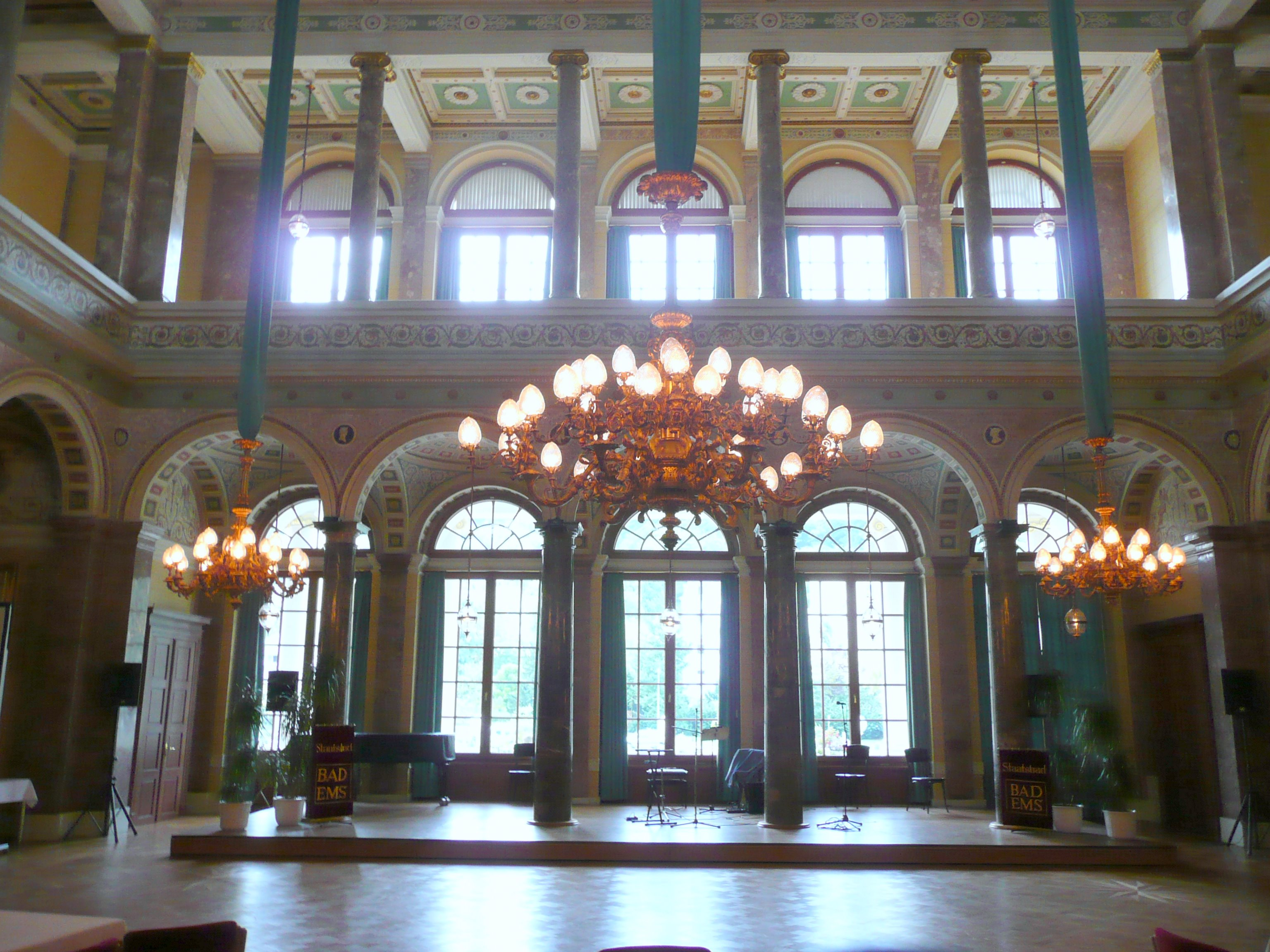
Bad Ems
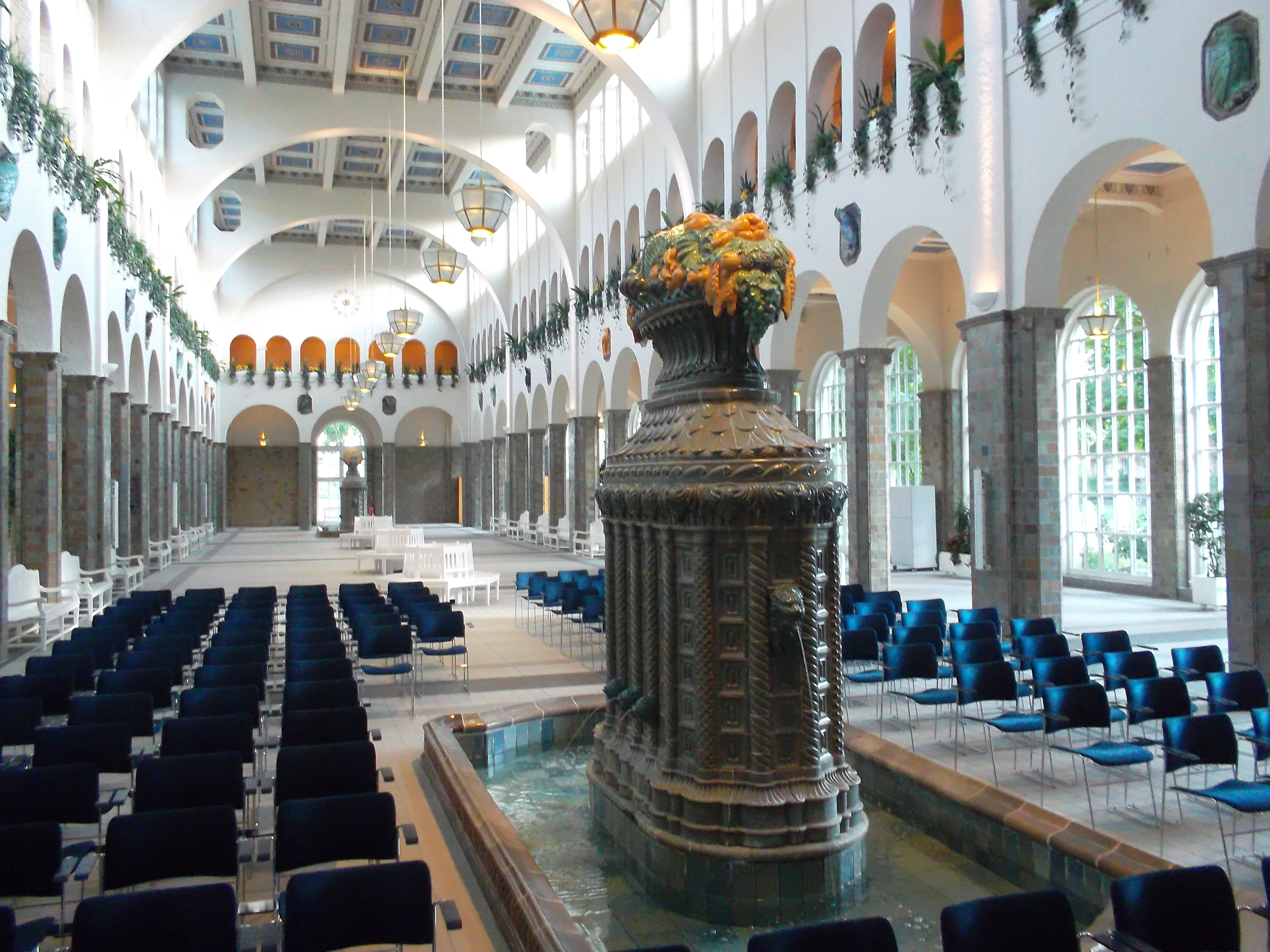
Bad Kissingen
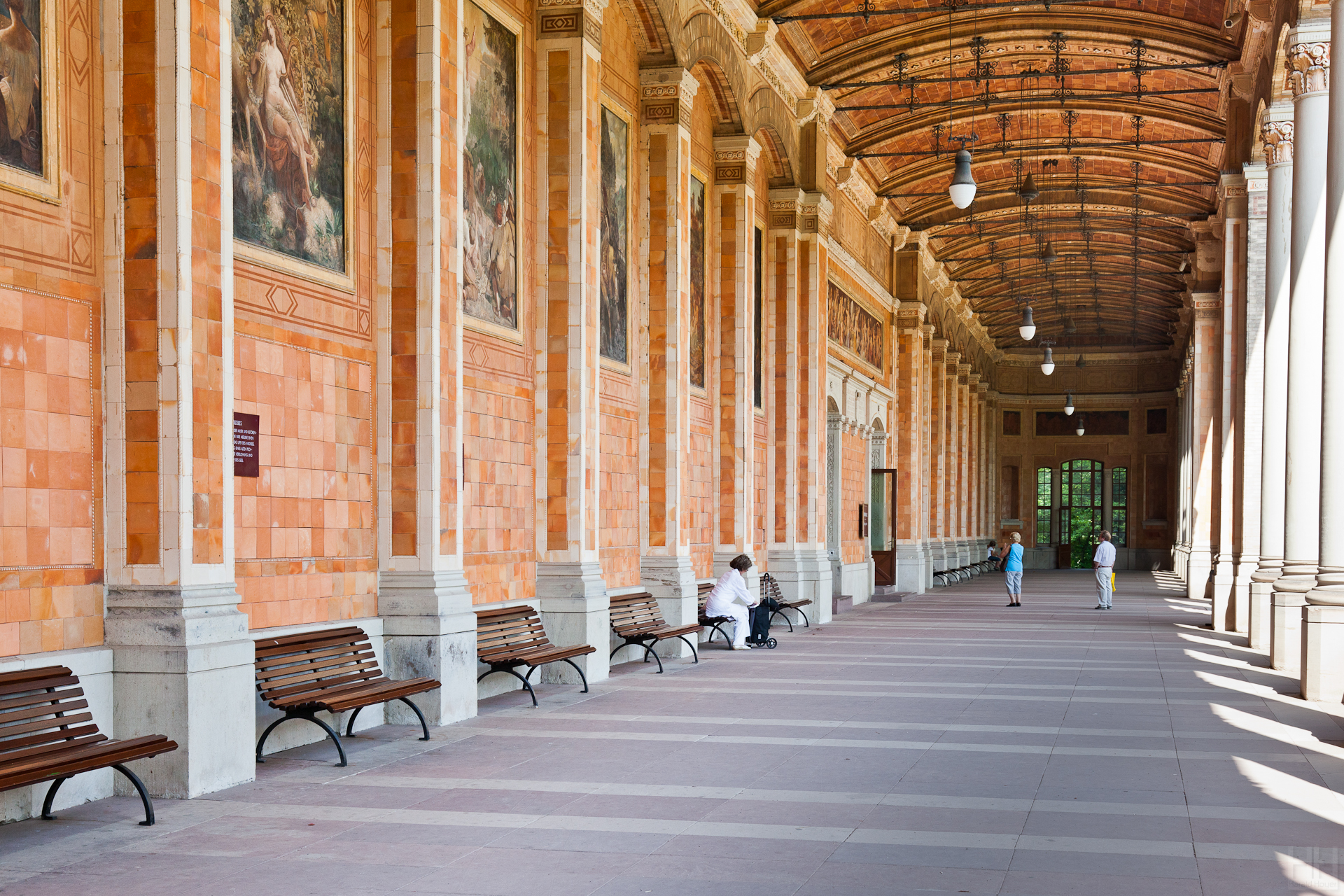
Baden-Baden
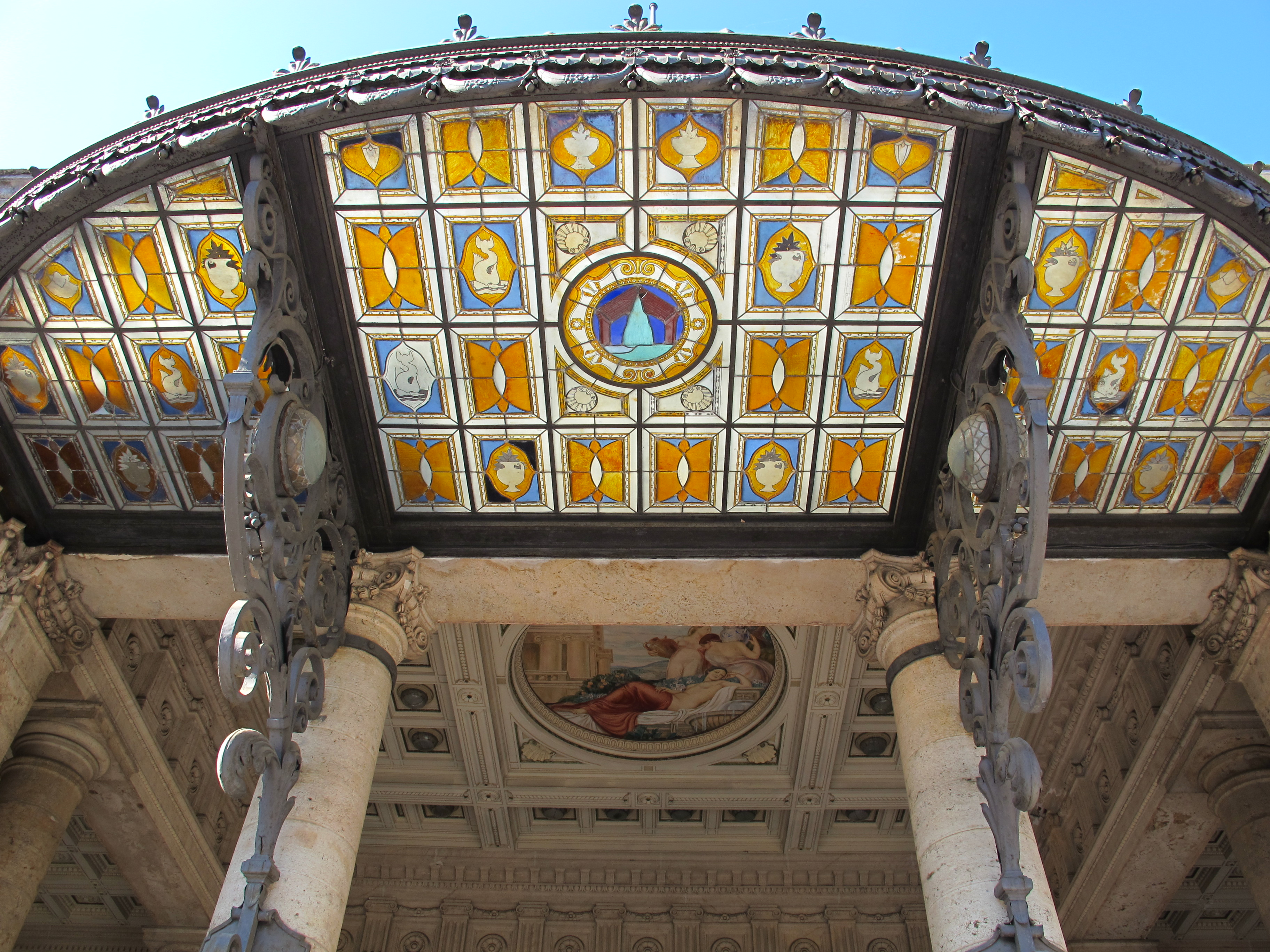
Montecatini Terme
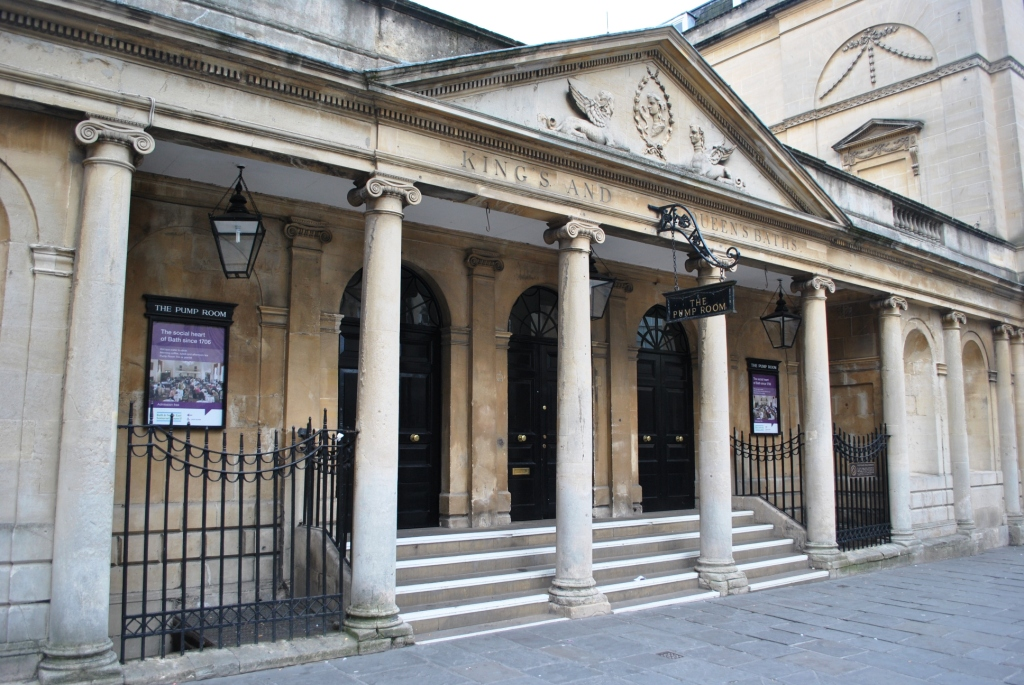
Bath